# Моно, Мартен Клод
Мартен Клод Моно (фр. Martin-Claude Monot; 1733, Париж — 1803, Париж) — французский скульптор.

## Биография
Родился в 1733 году в Париже. Был учеником скульптора Луи Клода Вассе.
В 1760 году получил Римскую премию в области скульптуры, после чего, по условиям премии, отправился в Рим, где с 1763 по 1768 год учился во Французской академии на Вилле Медичи. Находясь в Риме, Моно в 1766 году создал, между прочим, терракотовую копию «Геракла Фарнезе» (ныне входит в собрание Лувра).
После возвращения в Париж, стал в 1769 году членом-корреспондентом, а в 1779 году — академиком (действительным членом) Академии живописи и скульптуры, представив в качестве квалификационной работы мраморную статую «Гений Весны» (ныне в Лувре), гипсовую модель которой ранее, в 1771 году, выставлял на Парижском салоне.
Получил почётное звание придворного скульптора графа д’Артуа, младшего брата Людовика XVI. Помимо этого, получал много заказов от представителей французского высшего света. Создавал бюсты, надгробия, полноразмерные статуи (в том числе статую адмирала Дюкена) и др. Как минимум одно надгробие работы Моно было разрушено ещё при жизни скульптора, в ходе событий французской революции.
Скончался Моно в 1803 году в Париже.

## Галерея

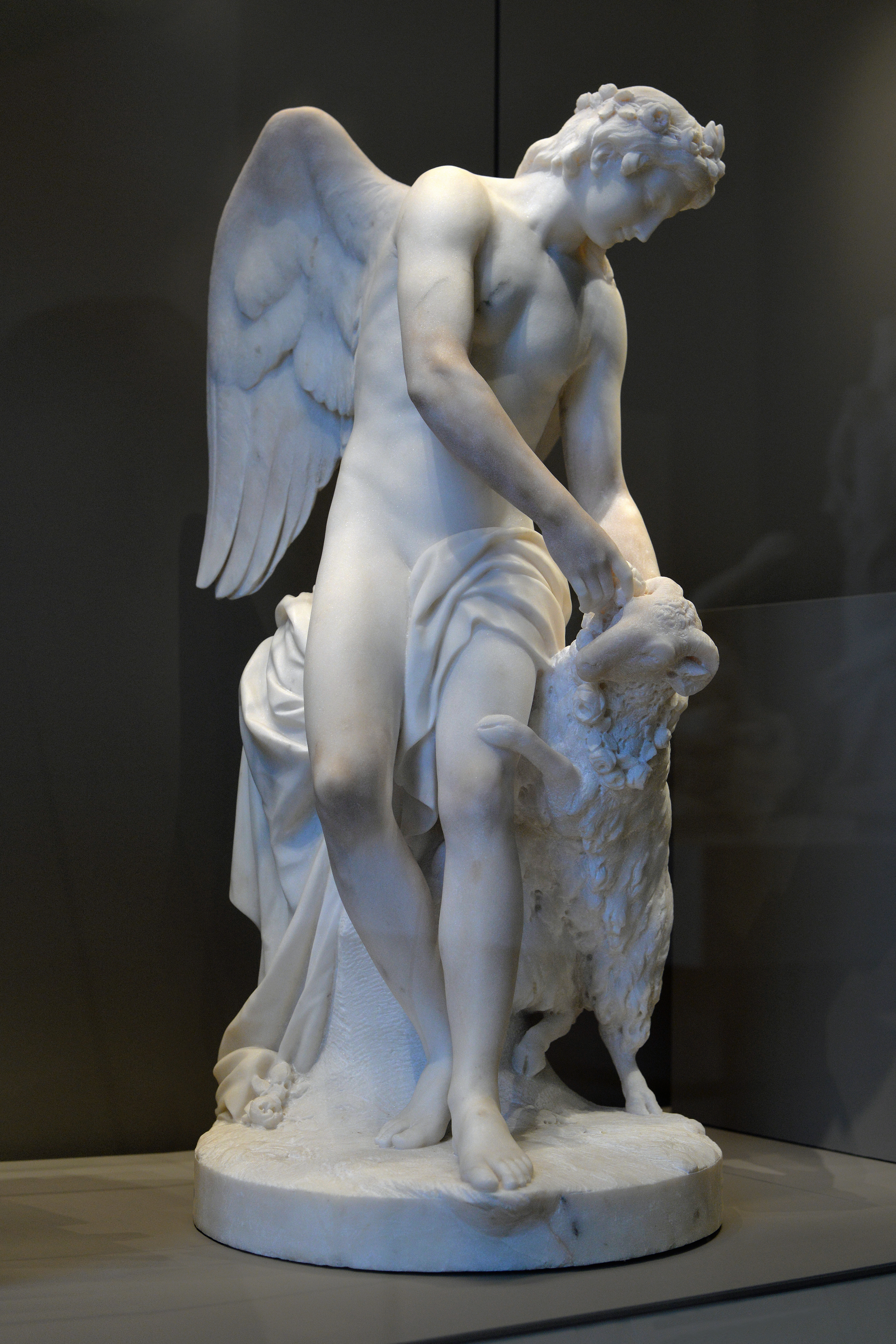
Гений Весны, 1779, Лувр
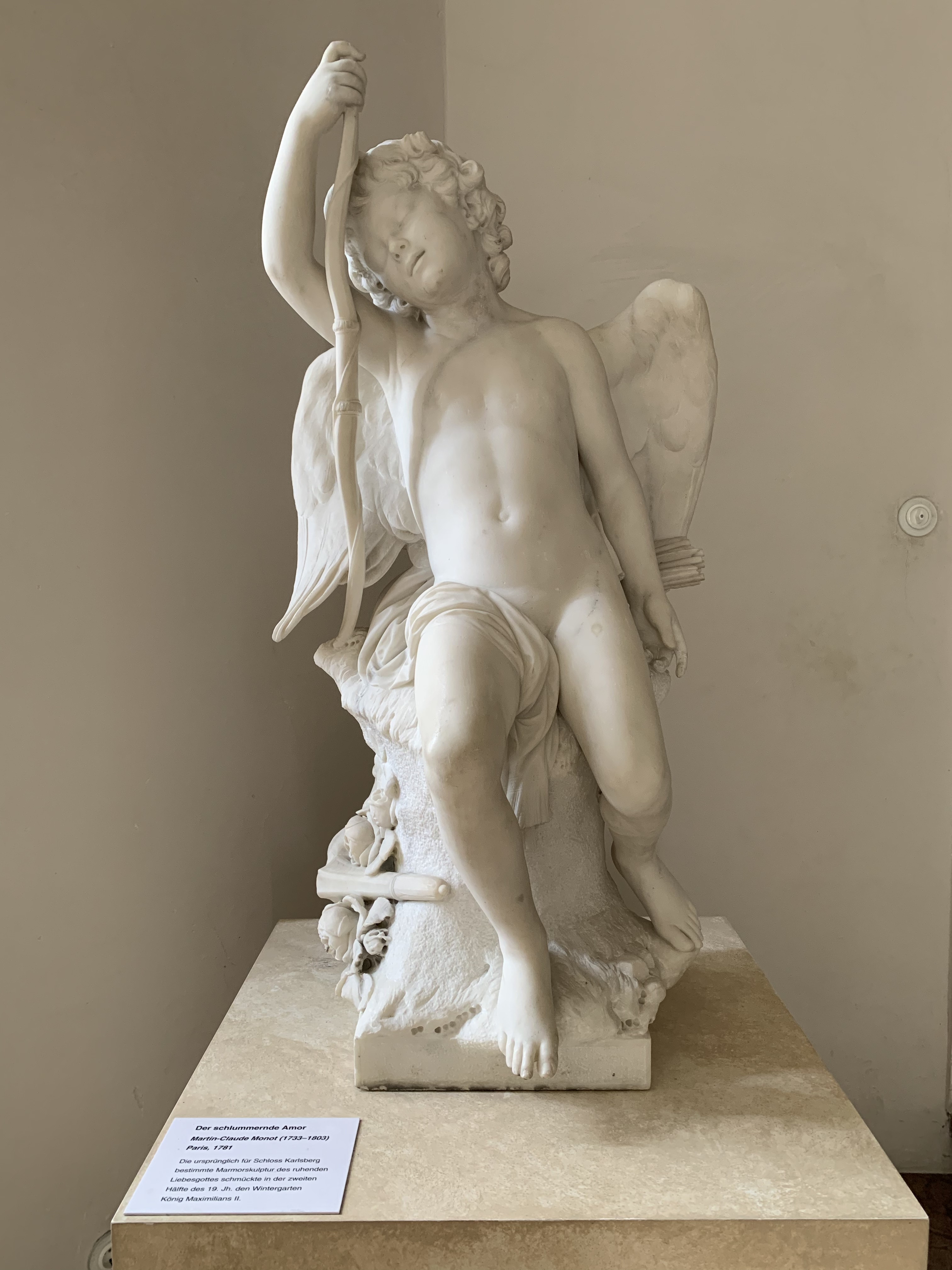
Спящий Амур, 1781, Королевский дворец, Мюнхен
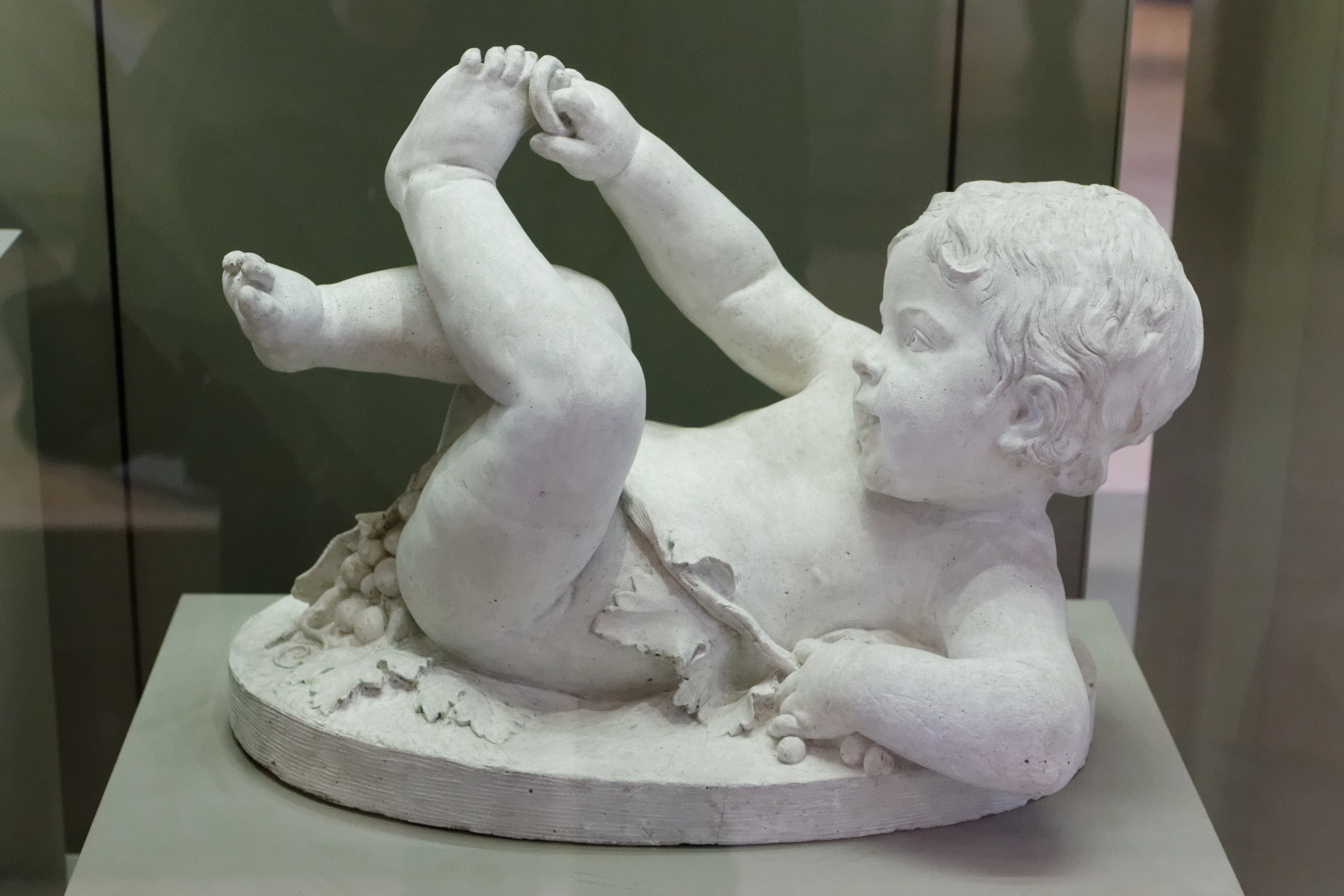
Ребёнок, играющий со своей ногой, 17779, Лувр